# Strada statale 448 di Baschi
La strada statale 448 di Baschi (SS 448) è una strada statale italiana che si sviluppa interamente in territorio umbro.

## Storia
La strada statale 448 venne istituita nel 1964 con i seguenti capisaldi d'itinerario: "Innesto Strada statale n. 79-bis «Orvietana» presso Todi - innesto Strada statale n. 205 «Amerina» presso Baschi", per una lunghezza di 21,500 chilometri.
Nel 1989 il tracciato della strada venne prolungato dall'innesto fra la SS 79 bis fino alla SS 3 bis presso Ponte Rio di Todi.
In base al decreto legislativo n. 112 del 1998, nel 2001 la gestione passò dall'ANAS alla Regione Umbria che devolse poi le competenze alla Provincia di Perugia mantenendone comunque la titolarità; a seguito del decreto del Presidente del Consiglio dei Ministri del 23 novembre 2004, dal 4 settembre 2006 la gestione dell'arteria è tornata ad essere di competenza dell'ANAS.

## Percorso
Lunga poco più di 25 chilometri, si dirama dalla strada statale 205 Amerina nel territorio comunale di Baschi, pochi chilometri a sud-est di Orvieto, in provincia di Terni. Segue poi il corso del Tevere, costeggiando il lago di Corbara (scavalcandone un'insenatura mediante un ponte) e innestandosi infine nella strada statale 3 bis Tiberina (o E45) presso Todi, in provincia di Perugia.
La strada, a carreggiata unica, non attraversa alcun centro abitato. Costituisce la più scorrevole via di collegamento tra le città di Orvieto e Todi, in quanto la strada statale 79 bis Orvietana, che le connette direttamente, è di gran lunga più tortuosa e movimentata dal punto di vista altimetrico.